# António Manuel da Fonseca e Sousa Sá Morais Pereira do Lago
António Manuel da Fonseca e Sousa (Bragança, 8 de setembro de 1806 — Bragança, 20 de novembro de 1869), 2.º barão de Santa Bárbara, foi um militar do Exército Português que se distinguiu durante a Guerra Civil Portuguesa (1828-1834).

## Biografia
Foi filho de Bernardo Baptista da Fonseca e Sousa de Sá Morais Pereira do Lago, um militar oriundo de uma das famílias da aristocracia da cidade de Bragança.
Destinado a seguir a carreira paterna, assentou praça como voluntário no Regimento de Cavalaria n.º 8, a 1 de Novembro de 1826.
Naquele regimento foi promovido a cadete de 1827, tendo no ano seguinte aderido à Revolta Liberal de 1828. Após o desastre da Belfastada refugiou-se na Galiza, de onde partiu para o exílio na Inglaterra. Em Inglaterra esteve no depósito de emigrados de Plymouth.
Fez parte das forças liberais que se concentraram na ilha Terceira, onde em 1831 foi promovido a alferes. Da Terceira partiu para a ilha de São Miguel onde se incorporou no Exército Libertador que executou o Desembarque do Mindelo.
A 24 de Setembro de 1832 foi feito prisioneiro e encerrado na Torre de São Julião da Barra. Libertado após a tomada de Lisboa pelas forças comandadas pelo duque da Terceira participou como combatente na fase final da Guerra Civil.
A 8 de Julho de 1833 foi promovido a tenente; em 1837 a capitão; e em 1851 a major. A 21 de Julho de 1843 reformou-se no posto de tenente-coronel.
Obteve, por decreto de 9 de Abril de 1855, a renovação por mais uma vida do título de barão de Santa Bárbara, que em 1840 fora atribuído a seu pai por serviços prestados durante as campanhas das Guerras Liberais na ilha Terceira.
Faleceu solteiro em Bragança a 20 de Novembro de 1869.
Foi condecorado com o grau de comendador da Ordem Militar de Cristo e feito cavaleiro da Ordem de Avis.

## referências
- F. Campos (1999), "Fonsecas e Sousas, dos barões de Santa Bárbara em Bragança". Genealogia e Heráldica, 2 (Julho/Dezembro): 205-206.